# Hugh Gough (historien)
Pour les articles homonymes, voir Gough.
Hugh Gough est professeur d'histoire à l'université de Dublin. Il enseigne l'histoire moderne de l'Europe du XVIIIe au XXe siècle, ainsi que l'histoire de la Révolution française et de la France après 1789.

### Collaborations
- Newspapers - French Revolution Research Collection: Section 1, Pergamon Press, 1991
- History of European Ideas. Special Issue: The role of the Press in the French Revolution, vol. 10, no. 4, 1989
- Avec Anne Marie Nisbet et Bertrand Calmy, 1789. Déclaration des droits de l'Homme et du Citoyen. Guide de Lecture, Dublin, 1988
- Avec C.E.J. Caldicott et J.-P. Pittion, The Huguenots and Ireland. Anatomy of an Emigration, Dublin, 1987
- Avec D. Dickson, Ireland & the French Revolution, Dublin, 1990
- Avec J. Horne, De Gaulle & Twentieth century France, Londres, 1994

### Articles dans des revues
- « Recent Publications on the French Revolution », Historical Journal, vol. 23, 1980, pp. 967-83.
- « The Politics of Power: the Triumph of Jacobinism in Strasbourg 1791-1793 », Historical Journal, vol. 23, 1981, pp. 327-52.
- « The Provincial Jacobin Club Press during the French Revolution », European History Quarterly, vol. 16, 1986, pp. 47-76.
- « Genocide & the Bicentenary: the French Revolution and the revenge of the Vendée », Historical Journal, vol. 30, 4, 1987, pp. 977-88.
- « Continuité ou rupture? Les transformations structurelles de la presse provinciale 1789-1799 », Annales historiques de la révolution française, 1988, pp. 247-63.
- « The Legitimisation of the Radical Tradition in France, 1789-1901 », International Journal of Social Education, vol. 3, 1988, pp. 9-20.
- « National Politics and the provincial Jacobin press during the Directory », History of European Ideas, vol. 10, no. 4, 1989, pp. 443-454.
- « Un journal provincial dans la révolution française: le 'Journal du département du Tarn' en 1792 », Revue du Tarn, 1989 ; également dans la Fédération des sociétés académiques et savantes Languedoc - Pyrénées - Gascogne, Actes du 44e Congrès d'études : Fin de l'ancien régime et révolution en Haut-Languedoc et pays Tarnais, Albi, 1991, pp. 379-88.
- « France & the memory of revolution« », History of European Ideas, vol. 15, no. 4-6, 1992, pp. 811-6.
- « Un républicanisme ambigu : L'Irlande et la Révolution française », Annales historiques de la révolution française, 1994, pp. 321-330.
- « Book Imports from continental Europe in late eighteenth-century Ireland: Luke White and the Société Typographique de Neuchâtel », Long Room, vol. 38, 1993, pp. 35-48.

### Chapitres d'ouvrages
- « L'image de la révolution dans la presse provinciale 1789-1792 », Michel Vovelle (dir.), L'Image de la révolution française, 4 vols, Paris-Oxford, 1990, vol. 1, pp. l40-45.
- « The Provincial Press in the French Revolution », dans A. Forrest & Colin Jones (dir.), The French Revolution : Town, Country & Region, Manchester, 1991, pp. 193-205.
- « L'Irlande devant la révolution française", in Katharina & Matthias Middell (dir.) 200 Jahrestag der Französischen Revolution. Kritische Bilanz der Forschungen zum Bicentenaire, Leipzig, 1991, pp. 129-35.
- « France & the 1798 Rebellion » dans Cathal Pórtéir (dir.), The Great Irish rebellion of 1798, Cork, 1998, pp. 37-48.
- « La presse provinciale et le fédéralisme en 1793 » dans Centre méridional d'Histoire, Les Fédéralismes : réalités et représentations 1789-1794, Aix-en-Provence, 1995, pp. 251-262.
- « Sur l'activité journalistique de Babeuf en Picardie », dans Alan Maillard (dir.), Présence de Babeuf : Lumières, Révolution, Communisme, Paris, 1994, pp. 145-151.
- « Les modalités culturelles des mouvements nationaux dans l'époque de la transition à l'Europe contemporaine (XVIe au XIXe siècles) », dans Guy Lemarchand (dir.), Nations, nationalismes, transitions, XVI-XXe siècles, Paris, 1993, pp. 111-178.
- « Robespierre & the Press » dans Colin Haydon & William Doyle (dir.), Robespierre, Cambridge, 1999, pp. 111-126.
- « The French revolutionary Press » dans Hannah Barker & Simon Burrows (dir.) Press, Politics & the Public Sphere in Europe & North America, 1760-1820, Cambridge, 2002, pp. 182-200.
- « La presse et la guerre : le Courrier de Strasbourg (1791-1793) », dans Michel Biard, Annie Crépin et Bernard Gainot (dir.), La plume et le sabre : volume d'hommages offerts à Jean-Paul Bertaud, Paris, Publications de la Sorbonne, coll. « Histoire moderne » (no 45), 2002, 552 p. (ISBN 2-85944-439-4, présentation en ligne), p. 111-124.